# Região integrada de desenvolvimento
Região integrada de desenvolvimento (Ride) é uma área análoga às regiões metropolitanas brasileiras, porém, situada em mais de uma unidade federativa. As Rides privilegiam ações econômicas (enquanto as regiões metropolitanas as ações sociais e de mobilidade) e são criadas por legislação federal específica, que delimita os municípios integrantes e fixa as competências assumidas pelo colegiado dos mesmos.
A primeira Ride estabelecida foi a Região Integrada de Desenvolvimento do Distrito Federal e Entorno. Em 2002, foram instituídas duas novas Rides, a Região Administrativa Integrada de Desenvolvimento do Polo Petrolina e Juazeiro e a Região Integrada de Desenvolvimento da Grande Teresina.
Está em discussão no Congresso brasileiro o projeto de lei complementar 122 de 2009 sobre a criação da Região Integrada de Desenvolvimento do Cariri-Araripe (RICA), reunindo localidades da região do Cariri-Araripe entre os estados do Ceará, Paraíba, Pernambuco e Piauí. Paralelamente, está em discussão a expansão da Região Metropolitana de Marabá que, através do projeto de lei complementar de número 469 de 2013 criará a Região Integrada de Desenvolvimento do Bico do Papagaio (RIBP), com sede em Marabá, entre os estados do Pará, Tocantins e Maranhão.

## Lista
- Região Administrativa Integrada de Desenvolvimento do Polo Petrolina e Juazeiro — composta por alguns municípios dos estados da Bahia e de Pernambuco.
- Região Integrada de Desenvolvimento do Distrito Federal e Entorno — composta pelo Distrito Federal e por alguns municípios dos estados de Goiás e de Minas Gerais.
- Região Integrada de Desenvolvimento da Grande Teresina — composta pela capital Teresina, municípios do entorno e a cidade maranhense de  Timon.